# إنديان هيلز (نيفادا)
إنديان هيلز (بالإنجليزية: Indian Hills)‏ هو مكان مخصص للتعداد (CDP) في مقاطعة دوغلاس في ولاية نيفادا الأمريكية. وتقع على الجانب الجنوبي من منطقة العاصمة كارسون سيتي الحضرية. بلغ عدد السكان 5,627 نسمة في تعداد عام 2010. 

## التركيبة السكانية
حدّد مكتب تعداد الولايات المتحدة بيانات التركيبة السكانية لإنديان هيلز في تعداد الولايات المتحدة. في ما يلي، التركيبة السكانية حسب تعدادي 2000 و2010.

### تعداد عام 2000
بلغ عدد سكان إنديان هيلز 4,407 نسمة بحسب تعداد عام 2000، وبلغ عدد الأسر 1,661 أسرة وعدد العائلات 1,297 عائلة مقيمة في المنطقة السكنية. في حين سجلت الكثافة السكانية 116.6 نسمة لكل كيلومتر مربع (302.0/ميل2). وبلغ عدد الوحدات السكنية 1,737 وحدة بمتوسط كثافة قدره 46 لكل كيلومتر مربع (119.1/ميل2).
وتوزع التركيب العرقي للمنطقة السكنية بنسبة 91.31% من البيض و0.23% من الأمريكيين الأفارقة و1.23% من الأمريكيين الأصليين و0.86% من الأمريكيين ذوي الأصول الآسيوية و4.22% من الأعراق الأخرى و2.16% من عرقين مختلطين أو أكثر و9.48% من الهسبانيون أو اللاتينيون من أي عرق.
بلغ عدد الأسر 1,661 أسرة كانت نسبة 39.8% منها لديها أطفال تحت سن الثامنة عشر تعيش معهم، وبلغت نسبة الأزواج القاطنين مع بعضهم البعض 62.6% من أصل المجموع الكلي للأسر، ونسبة 11.2% من الأسر كان لديها معيلات من الإناث دون وجود شريك، بينما كانت نسبة 4.3% من الأسر لديها معيلون من الذكور دون وجود شريكة وكانت نسبة 21.9% من غير العائلات. تألفت نسبة 15.9% من أصل جميع الأسر من عدة أفراد يعيشون في نفس المنزل ونسبة 5.1% كانت تتألف من شخص يعيش بمفرده يبلغ من العمر 65 عاماً أو أكثر. وبلغ متوسط حجم الأسرة المعيشية 2.65، أما متوسط حجم العائلات فبلغ 2.96.
بلغ العمر الوسطي للسكان 38.5 عاماً. وكانت نسبة 26.8% من القاطنين تحت سن الثامنة عشر، وكانت نسبة 6.1% بين الثامنة عشر والرابعة والعشرين عاماً، ونسبة 28.6% كانت واقعةً في الفئة العمرية ما بين الخامسة والعشرين والرابعة والأربعين عاماً، ونسبة 25.7% كانت ما بين الخامسة والأربعين والرابعة والستين، ونسبة 12.8% كانت ضمن فئة الخامسة والستين عاماً فما فوق. يوجد لكل 100 أنثى 97.3 ذكر، ويوجد لكل 100 أنثى في الثامنة عشر من عمرها فما فوق 95.9 ذكر.
بلغ متوسط دخل الأسرة في المنطقة السكنية 56,109 دولارًا، أما متوسط دخل العائلة فبلغ 58,162 دولارًا. وكان متوسط دخل الذكور 42,159 دولارًا مقابل 28,885 دولارًا للإناث. وسجل دخل الفرد الخاص بالمنطقة السكنية 23,027 دولارًا. وكانت نسبة 5.9% من العائلات ونسبة 5.1% من السكان تحت خط الفقر، وكان من هؤلاء نسبة 6.8% تحت سن الثامنة عشر ونسبة 10.7% في الخامسة والستين من العمر وما فوق.

### تعداد عام 2010
بلغ عدد سكان إنديان هيلز 5,627 نسمة بحسب تعداد عام 2010، وبلغ عدد الأسر 2,235 أسرة وعدد العائلات 1,606 عائلة مقيمة في المنطقة السكنية. في حين سجلت الكثافة السكانية 148.9 نسمة لكل كيلومتر مربع (385.6/ميل2). وبلغ عدد الوحدات السكنية 2,394 وحدة بمتوسط كثافة قدره 63.3 لكل كيلومتر مربع (163.9/ميل2).
وتوزع التركيب العرقي للمنطقة السكنية بنسبة 86.71% من البيض و0.64% من الأمريكيين الأفارقة و1.81% من الأمريكيين الأصليين و2.10% من الأمريكيين ذوي الأصول الآسيوية و0.12% من سكان جزر المحيط الهادئ و5.08% من الأعراق الأخرى و3.54% من عرقين مختلطين أو أكثر و14.50% من الهسبانيون أو اللاتينيون من أي عرق.
بلغ عدد الأسر 2,235 أسرة كانت نسبة 31% منها لديها أطفال تحت سن الثامنة عشر تعيش معهم، وبلغت نسبة الأزواج القاطنين مع بعضهم البعض 54.7% من أصل المجموع الكلي للأسر، ونسبة 11.4% من الأسر كان لديها معيلات من الإناث دون وجود شريك، بينما كانت نسبة 5.8% من الأسر لديها معيلون من الذكور دون وجود شريكة وكانت نسبة 28.1% من غير العائلات. تألفت نسبة 21.4% من أصل جميع الأسر من عدة أفراد يعيشون في نفس المنزل ونسبة 8.7% كانت تتألف من شخص يعيش بمفرده يبلغ من العمر 65 عاماً أو أكثر. وبلغ متوسط حجم الأسرة المعيشية 2.52، أما متوسط حجم العائلات فبلغ 2.89.
بلغ العمر الوسطي للسكان 43.8 عاماً. وكانت نسبة 23% من القاطنين تحت سن الثامنة عشر، وكانت نسبة 6.8% بين الثامنة عشر والرابعة والعشرين عاماً، ونسبة 21.9% كانت واقعةً في الفئة العمرية ما بين الخامسة والعشرين والرابعة والأربعين عاماً، ونسبة 31.7% كانت ما بين الخامسة والأربعين والرابعة والستين، ونسبة 16.6% كانت ضمن فئة الخامسة والستين عاماً فما فوق. وتوزع التركيب الجنسي للسكان بنسبة 49.3% ذكور و50.7% إناث.